# Distrito de Grieskirchen
Grieskirchen es un distrito del estado de Alta Austria (Austria).

## División administrativa

### Localidades con población (año 2018)
- Aistersheim 892
- Bad Schallerbach 4169
- Eschenau im Hausruckkreis 1063
- Gallspach 2772
- Gaspoltshofen 3566
- Geboltskirchen 1421
- Grieskirchen 5002
- Haag am Hausruck 2176
- Heiligenberg 691
- Hofkirchen an der Trattnach 1667
- Kallham 2498
- Kematen am Innbach 1413
- Meggenhofen 1514
- Michaelnbach 1263
- Natternbach 2305
- Neukirchen am Walde 1633
- Neumarkt im Hausruckkreis 1465
- Peuerbach 4483
- Pollham 984
- Pötting 541
- Pram 1708
- Rottenbach 1105
- Sankt Agatha 2116
- Sankt Georgen bei Grieskirchen 1336
- Sankt Thomas 545
- Schlüßlberg 3091
- Steegen 1049
- Taufkirchen an der Trattnach 1970
- Tollet 920
- Waizenkirchen 3729
- Wallern an der Trattnach 3039
- Weibern 1717
- Wendling 838

El distrito de Grieskirchen se divide en 34 municipios.

### Municipios
- Aistersheim (786)
- Bad Schallerbach (3287)
- Bruck-Waasen (2302)
- Eschenau im Hausruckkreis (1176)
- Gallspach (2575)
- Gaspoltshofen (3609)
- Geboltskirchen (1412)
- Grieskirchen (4807)
- Haag am Hausruck (2047)
- Heiligenberg (710)
- Hofkirchen an der Trattnach (1510)
- Kallham (2543)
- Kematen am Innbach (1262)
- Meggenhofen (1236)
- Michaelnbach (1232)
- Natternbach (2338)
- Neukirchen am Walde (1686)
- Neumarkt im Hausruckkreis (1447)
- Peuerbach (2234)
- Pollham (915)
- Pötting (541)
- Pram (1840)
- Rottenbach (1009)
- Schlüßlberg (2998)
- Sankt Agatha (2119)
- Sankt Georgen bei Grieskirchen (967)
- Sankt Thomas (460)
- Steegen (1124)
- Taufkirchen an der Trattnach (2093)
- Tollet (871)
- Waizenkirchen (3660)
- Wallern an der Trattnach (2874)
- Weibern (1587)
- Wendling (833)

(Entre paréntesis, número de habitantes)